# Mercedes (Texas)
Mercedes ist eine Stadt im unteren Rio-Grande-Tal. Sie liegt im südöstlichen Teil des Hidalgo County am US-Highway 83. Die Stadt wurde 1907 gegründet und war von Beginn an als Mustersiedlung konzipiert für die landwirtschaftliche und kommerzielle Erschließung der Region. Das U.S. Census Bureau hat bei der Volkszählung 2020 eine Einwohnerzahl von 16.258 ermittelt.

## Geografie

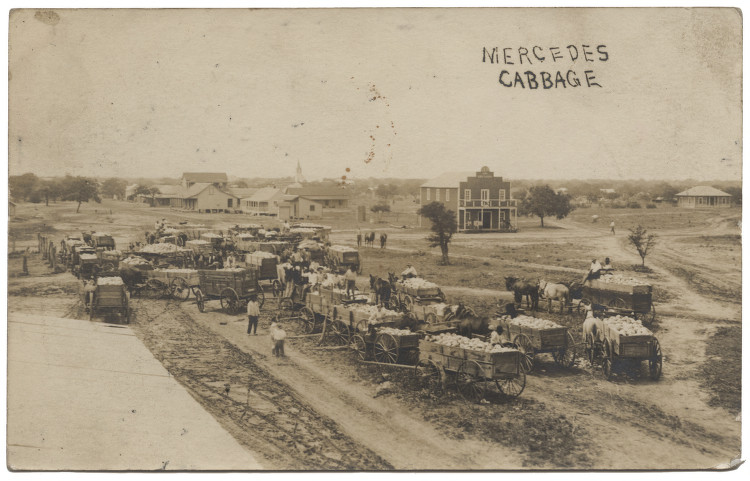
Gemüseernte (ca. 1910)

Mercedes ist Teil der städtischen Verdichtungszone, die sich am unteren Rio Grande entlangzieht und von Brownsville (Cameron County) bis nach Rio Grande City und Roma (Starr County) reicht. Hauptverkehrsachse ist der US Highway 83, der parallel zum Rio Grande verläuft und die Siedlungszentren im südlichen Teil des Rio Grande Valley miteinander verbindet. Das Stadtgebiet von Mercedes umfasst knapp 30 Quadratkilometer. Das Zentrum der Stadt befindet sich südlich des Highways. Unmittelbare Nachbarstädte und -gemeinden sind, im Uhrzeigersinn und im Westen beginnend: Weslaco, Indian Hills, Heidelberg, La Feria, Progreso Lakes, Progreso und Llano Grande. Die im amerikanisch-mexikanischen Grenzgebiet weitverbreiteten Colonias sind im Stadtgebiet von Mercedes nicht präsent. Allerdings befinden sich am südwestlichen und östlichen Stadtrand vier dieser ad-hoc-Armensiedlungen.
Landschaftlich ist Mercedes Teil des unteren Rio Grande Valley – einer flachen, fruchtbaren Fluss-Anrainerregion, in der vor allem Zitrusfrüchte- und Gemüse-Intensivanbau betrieben wird. Mit dem nördlich der Stadt gelegenen Lacy-Mercedes Gasfield befindet sich eines der bedeutenden Erdgasvorkommen des County im weiteren Einzugsbereich. Das Klima in der Region ist subtropisch und subhumid. Die Temperaturangaben für die nicht weit entfernte Stadt McAllen reichen von durchschnittlich 8 °C im Januar bis zu 35 °C im Juli. Die durchschnittliche Jahrestemperatur beträgt 23 °C. Die durchschnittliche Niederschlagsmenge liegt bei 23 Zentimeter pro Monat. Haupt-Regenmonate sind Mai und September.

## Geschichte
Mercedes ist Teil einer Region, deren Besiedlung bereits in der zweiten Hälfte des 18. Jahrhunderts in Angriff genommen wurde. Sie war Teil der an Juan José Ynojosa de Ballí vergebenen Landzuteilung 1790, wurde jedoch schon seit Ende der 1770er-Jahre zu Viehzuchtzwecken genutzt. Die eigentliche Ortsbegründung erfolgte auf Initiative des Immobilienentwicklers Lon C. Hill. 1904 gründete Hill, der das Land der heutigen Stadt bereits gekauft hatte, eine eigene Entwicklungsgesellschaft – die Capisallo Town and Improvement Company. Hill gründete zunächst die Gemeinde Capisallo, benannte sie daraufhin in Lonsboro um und verkaufte seinen Besitz im Anschluss an die Bewässerungsgesellschaft Rio Grande, welche den Ort – nach dem damaligen mexikanischen Diktator Porfirio Díaz – in Díaz umbenannte. Nach weiteren Namensumänderungen erhielt die Stadt schließlich ihren heutigen Namen – Mercedes. Der Ursprung des Namens ist nicht mehr rückverfolgbar. Einige Quellen behaupten, er gehe auf die Frau des mexikanischen Diktators zurück. Da eine Ehefrau mit diesem Vornamen nicht bekannt ist, ist diese Namensherleitung allerdings sachlich unrichtig.
1904 wurde die neugegründete Gemeinde Stationspunkt der in Bau befindlichen St. Louis, Brownsville & Mexico Railroad. Die Stadt wurde von Anfang an mit Blick auf wirtschaftlich robuste und mit nötigem Kapital ausgestattete Bewohner geplant und aufgebaut. Baugenehmigungen im Stadtzentrum wurden restriktiv gehandhabt. Geschäftsgebäude sollten aus Ziegeln, Stein oder Beton gebaut werden, Wohneinheiten nicht weniger als 2.000 US-Dollar kosten. Darüber hinaus wurde für fünfzehn Jahre ein Alkohol-Verbot verfügt. Die Gründergesellschaft warb mittels umfangreicher Kampagnen neue Siedler aus dem Norden an. 1907 wurde der Weinanbau in der Region eingeführt; es folgte die großangelegte Nutzung von Zitrusfrüchten sowie anderen Nutzpflanzen. 1908 verfügte die Gemeinde über eine Bevölkerung von 1.000 Personen, eine Schule, eine Bank, eine Wochenzeitung sowie eine Reihe unterschiedlicher Geschäfte.
Die offizielle Stadtbegründung erfolgte 1909. Bereits 1915 hatte sich die Stadtbevölkerung verdoppelt. Während des Ersten Weltkriegs war das Stadtumland Standort der beiden Armeestützpunkte Camp Mercedes und Camp Llano. Die Anzahl der dort stationierten Soldaten belief sich auf 15.000. Im Zug der gegen die Mittelmächte gerichteten Heimatfront-Maßnahmen erließ die Stadt am 15. April 1918 eine Verordnung, welche die Verwendung der deutschen Sprache in der Öffentlichkeit verbot. In den 1930ern wurden Ölvorkommen in der Region entdeckt. Das Einwohnerwachstum setzte sich bis weit über die Jahrhundertmitte fort. 1940 hatte es einen Stand von 7.624 erreicht, 1952 die Zehntausender-Marke überschritten. 1947/48 verzeichnete Mercedes die beste Ernte aller Städte im Rio Grande-Tal. In den 1950ern beteiligten sich örtliche Geschäftsleute am Bau einer neuen internationalen Brücke sowie am Bau der Progreso-Kurve, welche den Flussverlauf des Rio Grande modifizierte. In den 1960ern war Mercedes ein lokales Zentrum für die Vermarktung und Weiterverarbeitung landwirtschaftlicher Produkte. Die Bevölkerung stieg im letzten Viertel des 20. Jahrhunderts weiter an und erreichte zur Jahrtausendwende den Stand von rund 14.000.

## Demografie
Die Bevölkerungsentwicklung von Mercedes vollzog sich auf kontinuierlich ansteigende Weise. Eine (knappe) Verdoppelung der Einwohnerschaft erfolgte zwischen 1920 und 1930 – von 3.414 auf 6.608. Ein leichter Rückgang erfolgte im Jahrzehnt zwischen 1960 und 1970 (von 10.943 auf 9.355). Seither hat sich die Einwohneranzahl auf rund 15.000 Bewohner erhöht.  2017 lebten dem US-Zensus zufolge 16.588 Einwohner in Mercedes. Davon waren 8.008 männlich, 8.580 weiblich, 10.717 Einwohner 18 Jahre oder älter, 5.871 Kinder oder Jugendliche und 2.414 älter als 65 Jahre. Der Altersmedian betrug 29,9 Jahre. 15.613 Einwohner beziehungsweise 94,1 % bezeichneten sich als Hispanic beziehungsweise Latino, 953 als Weiße (5,9 %), 17 als Afroamerikaner (0,1 %) und 5 mehr als einer Ethnie zugehörig. Asiaten sowie nordamerikanische Indianer waren laut Erhebung in der Stadt nicht präsent. Das Medianeinkommen betrug lauf Quickfact-Infos des Zensus pro Haushalt 32.424 US-Dollar (USD). Der ermittelte Medianwert liegt deutlich unter dem des Bundesstaats Texas (54.700 USD) als auch dem der USA insgesamt (55.300 USD). An Personen, die in Armut leben, wies der Zensus 35 % aus, an Personen ohne Krankenversicherung 22,3 %.

## Sonstiges

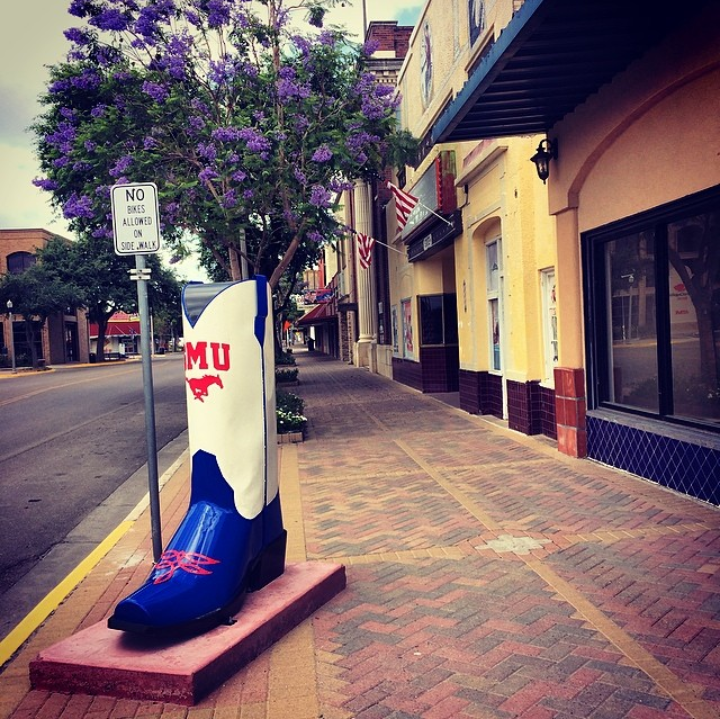
PR-Aktion: Cowboystiefel-Skulpturen im öffentlichen Raum

Zuständiger Schulbezirk für Mercedes ist der Mercedes Independent School District. Über das Stadtgebiet hinaus deckt er die Ortschaften Heidelberg und Relampago sowie den zu Weslaco gehörenden Stadtteil Indian Hills mit ab.
Die Downtown von Mercedes wurde im März 2014 als Historic Landmark ausgewiesen. Das ausgewiesene Areal umfasst mehrere Wohngebäude aus der Gründerzeit. Eine ungewöhnliche PR-Aktion – vergleichbar den im öffentlichen Raum platzierten Buddy-Bär-Skulpturen in Berlin – startete die Stadt mit den „Big Boots of Mercedes“ – überdimensionalen Cowboystiefel-Skulpturen, welche im Stadtgebiet platziert wurden.

## Galerie

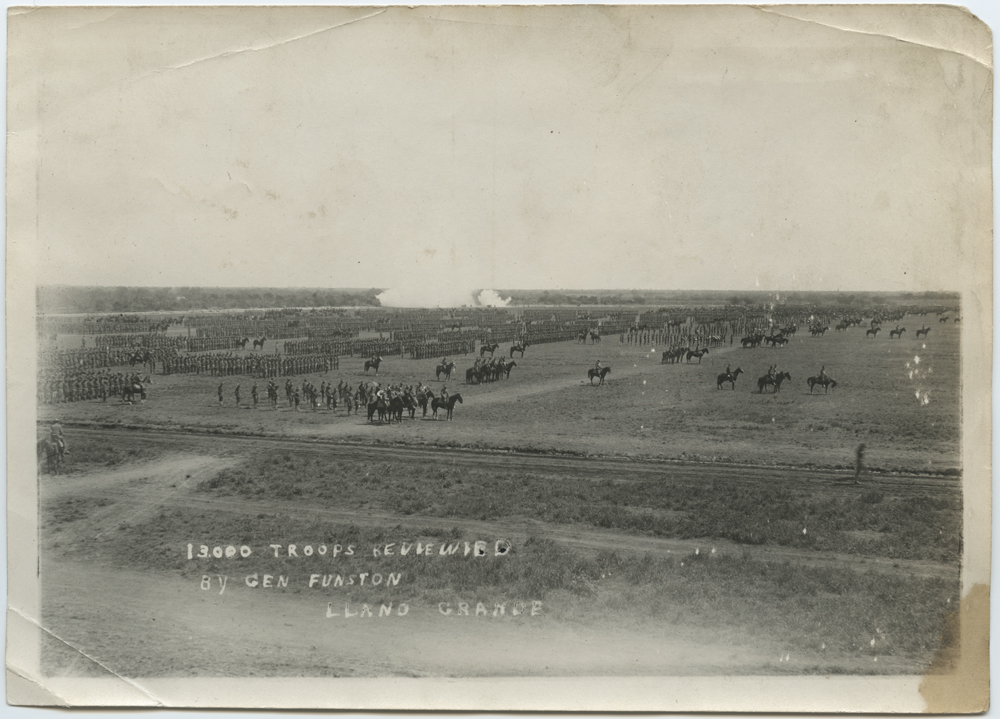
Truppen im Camp Llano Grande (ca. 1916)
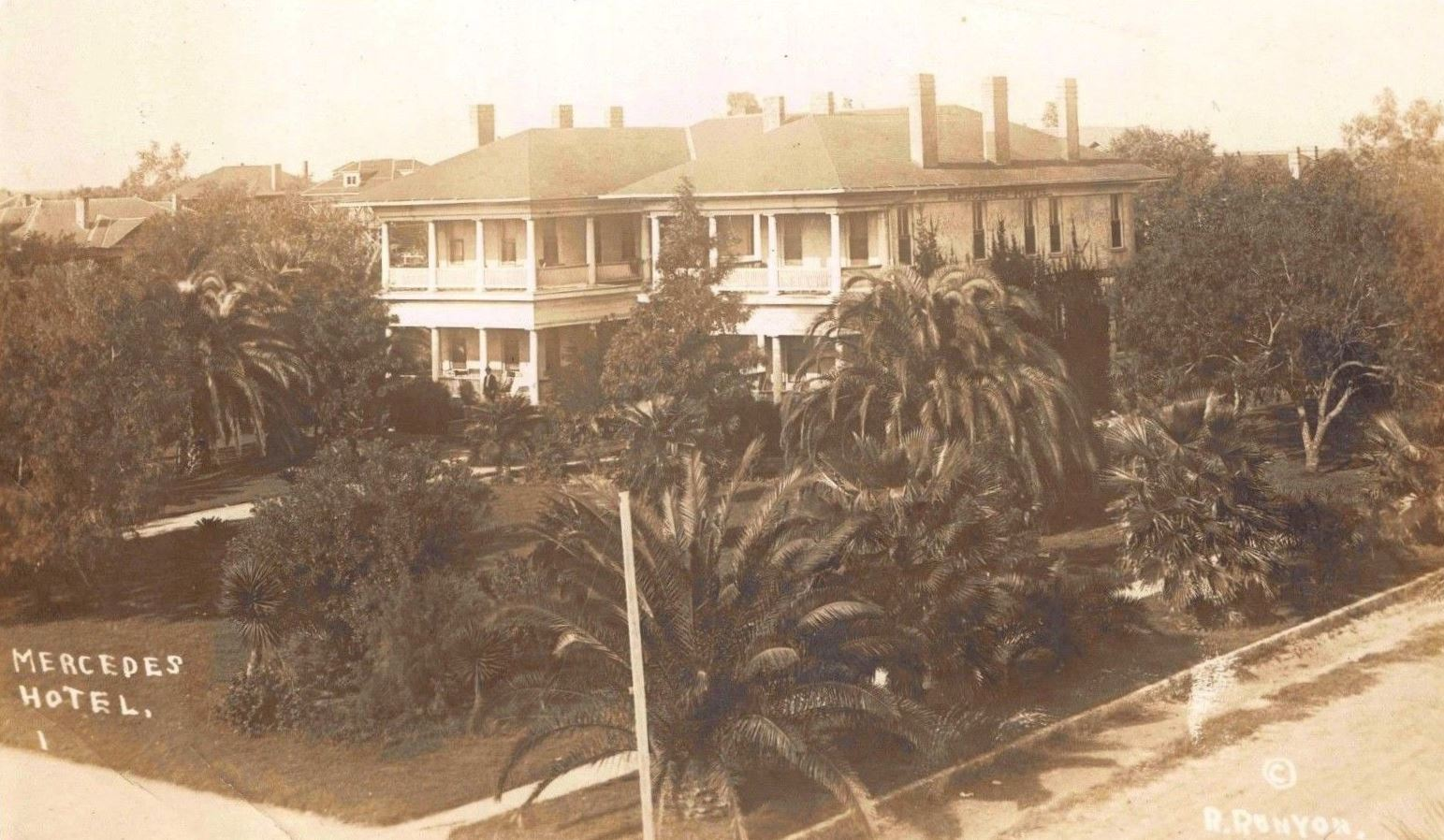
Mercedes Hotel (ca. 1917)
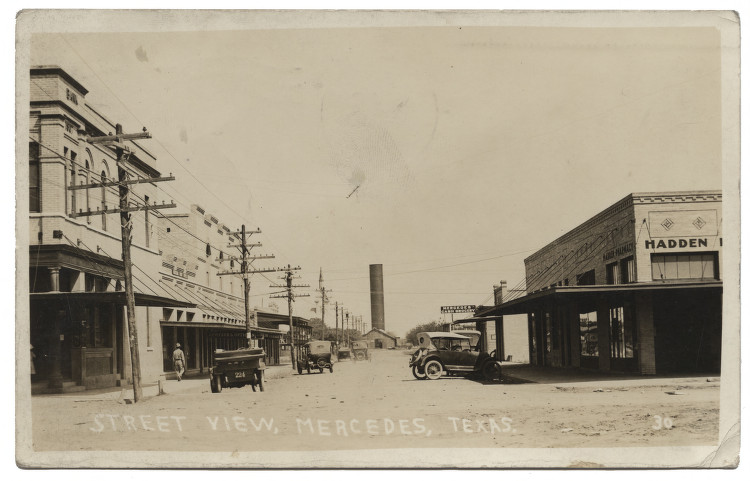
Stadtansicht (ca. 1918)
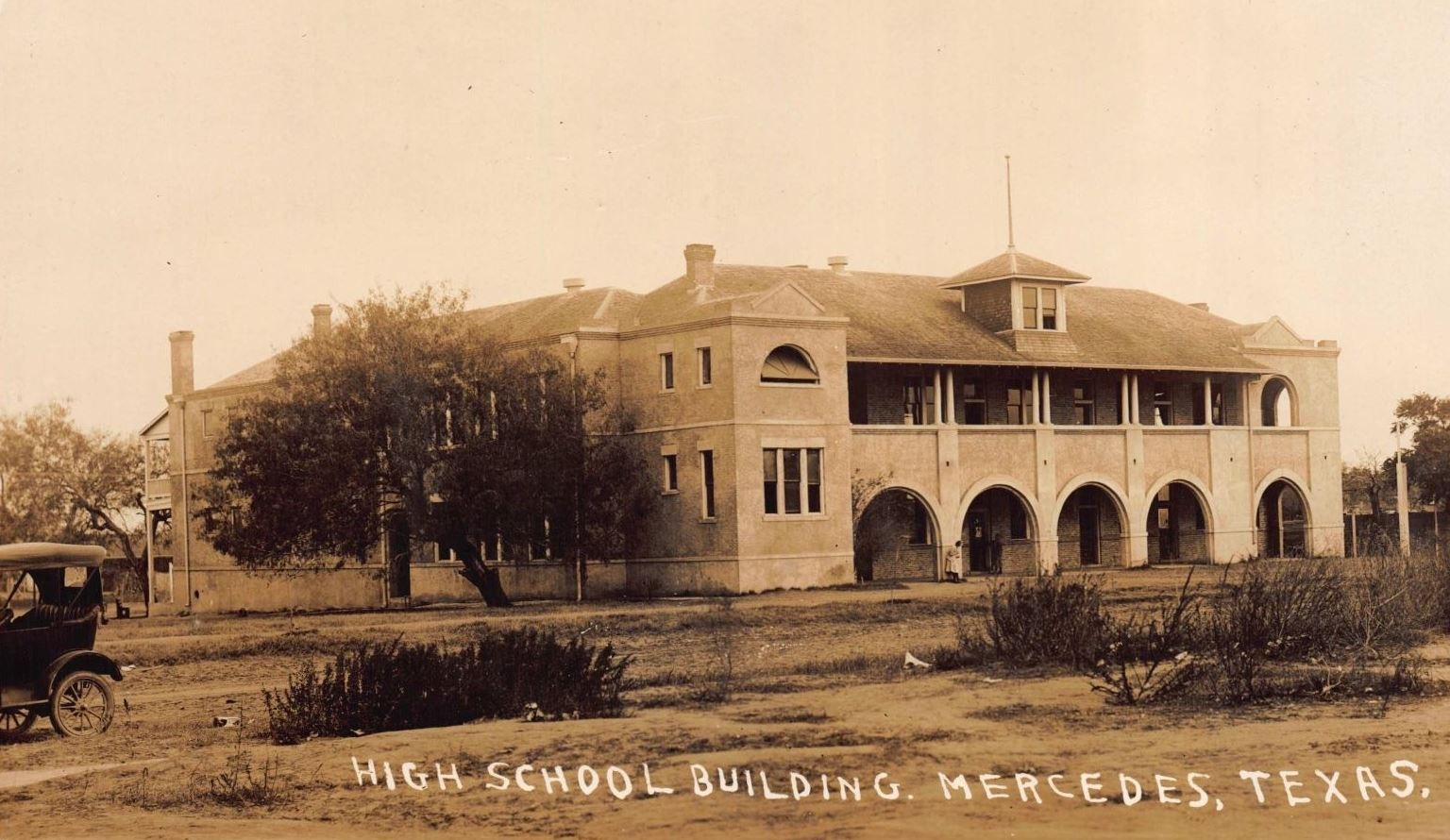
Mercedes, Texas High School (ca. 1920)
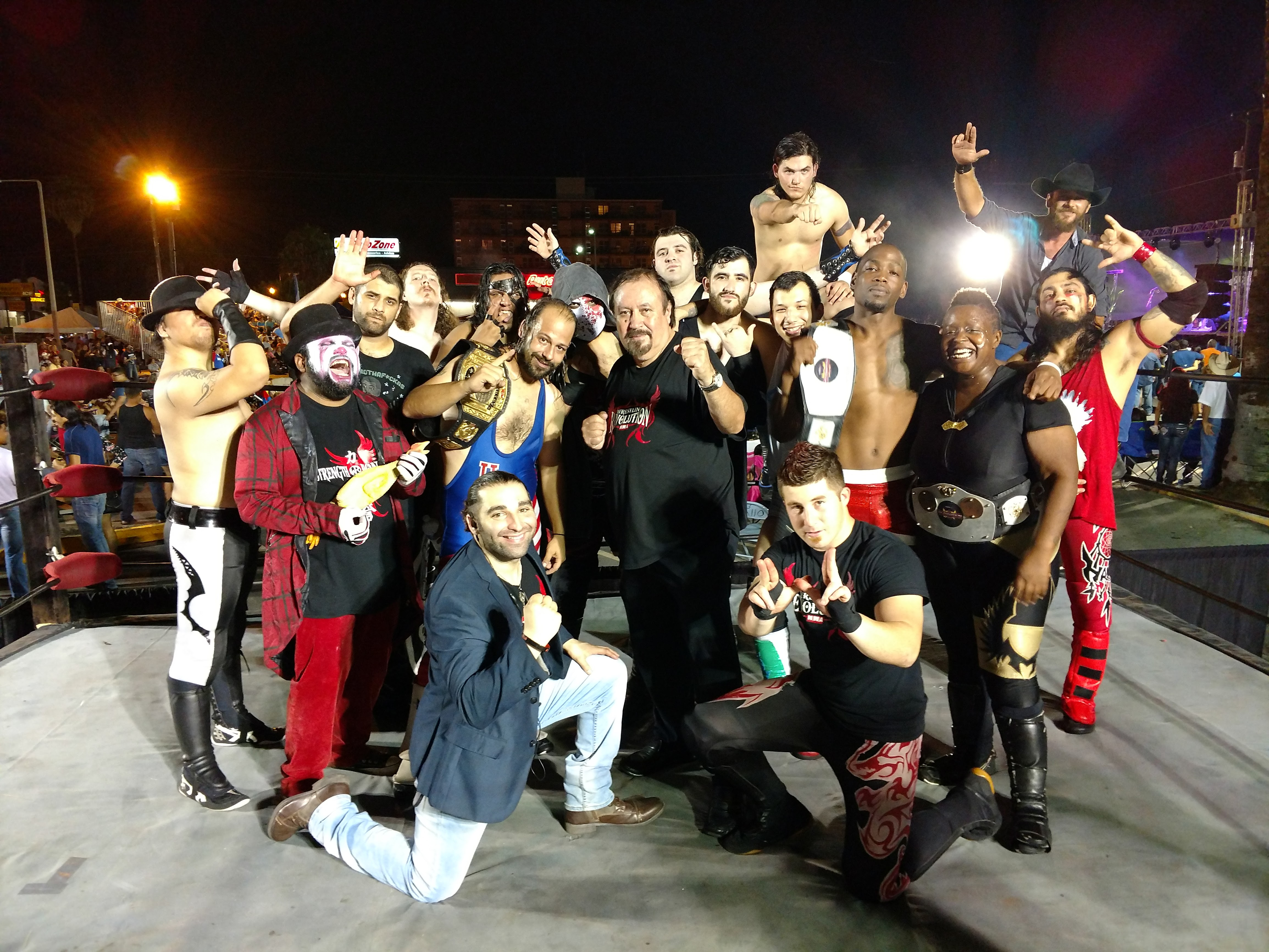
Wrestling-Show im Rahmen des Texas Street Festivals (2016)

## Söhne und Töchter der Stadt
- Kika de la Garza (1927–2017), Politiker
- David Spielberg (1939–2016), Schauspieler